# 오호
오호(五胡)는 서북방에서 중국 본토로 이주한 다섯 민족을 말한다.
- 흉노(匈奴)
- 갈족(羯)
- 선비족(鮮卑)
- 강족(羌)
- 저족(氐)

## 같이 보기
- 중국의 역사
- 동호 (민족)
- 오환
- 정령 (민족)
- 여진
- 거란
- 흑수말갈
- 숙신